# Verbena bajacalifornica
Verbena bajacalifornica — вид трав'янистих рослин родини Вербенові (Verbenaceae), ендемік штату Баха-Каліфорнія-Сюр (Мексика).

## Опис
Стебла та листки рідко опушені; опушення в основному 0.5–1.5 мм. Плоди легко розщеплюються у зрілості на 4 горішки; порожнина на основі горішків добре розвинена.

## Поширення
Ендемік штату Баха-Каліфорнія-Сюр (Мексика).